# Женевский протокол
Протокол о запрете применения на войне удушающих, ядовитых или других подобных газов и бактериологических средств (обычно называемый Женевским протоколом) — международное соглашение о запрещении использования химического или биологического оружия во время войны.
Конвенция была подписана 17 июня 1925 года в швейцарском городе Женеве и вступила в силу 8 февраля 1928 года.
Советский Союз ратифицировал Женевский протокол в апреле 1928 года с двумя оговорками. По первой из них протокол обязывает правительство СССР только по отношению к государствам, которые его подписали и ратифицировали или к нему окончательно присоединились. По второй было оговорено, что протокол перестанет быть обязательным для правительства СССР в отношении всякого неприятельского государства, вооруженные силы которого, а также его формальные или фактические союзники не будут считаться с воспрещением, составляющим предмет этого протокола.
Конвенция запрещает применение химического или биологического оружия, но не обязывает подписавшие его государства не производить это оружие, хранить или транспортировать. Эти аспекты, связанные с перемещением химических и бактериологических вооружений стали предметом более поздних международных договоров, а именно Конвенции о биологическом оружии 1972 года и Конвенции о химическом оружии 1992 года.